# Brazacorta
Brazacorta ist ein Ort und eine Gemeinde (municipio) mit 45 Einwohnern (Stand: 2024) im Süden der spanischen Provinz Burgos in der autonomen Region Kastilien-León. Zur Gemeinde gehört auch die Ortschaft Cuzcurrita de Aranda.

## Lage und Klima
Brazacorta liegt am Río Pilde in der Iberischen Meseta in einer Höhe von ca. 900 m. Die Provinzhauptstadt Burgos befindet sich ca. 100 km nordnordöstlich. Das Klima ist gemäßigt bis warm; der eher spärliche Regen (ca. 542 mm/Jahr) fällt – mit Ausnahme der Sommermonate – übers Jahr verteilt.

## Geschichte
Die Gräfin Ermesenda, Witwe des Grafen Manrique Pérez de Lara, stiftete das Prämonstratenserinnenkloster Brazakorta. Sie wurde wohl 1177 dort auch begraben.

## Bevölkerungsentwicklung
| Jahr      | 1970 | 1981 | 1991 | 2001 | 2011 | 2021 |
| Einwohner | 244  | 123  | 98   | 95   | 65   | 51   |

## Wirtschaft
Seit jeher ist die Landwirtschaft von Bedeutung für die Gemeinde. Sie befindet sich zudem im Weinbaugebiet Ribera del Duero.

## Sehenswürdigkeiten
- Kirche Mariä Himmelfahrt (Iglesia de la Asunciónde Nuestra Señora ) aus dem 13. Jahrhundert
- Einsiedelei